# Le Rêve oriental
Albums de Dalida
L'An 2005
(1997) Révolution - 5è du nom
(2001)
Le Rêve oriental est le quatrième album totalement réorchestré de Dalida, paru chez Barclay en CD et Cassette au cours de l'année 1998. Porté par un thème hispano-oriental, l'album est porté par le single Quand s'arrêtent les violons. L'album sera un succès en 1998 en France et deviendra disque d'or en 1999. 